# Habronattus calcaratus
Habronattus calcaratus là một loài nhện trong họ Salticidae.
Loài này thuộc chi Habronattus. Habronattus calcaratus được Richard C. Banks miêu tả năm 1904.